# Portobello järnvägsstation (NBR)
Portobello järnvägsstation låg i Portobello, Edinburgh. Stationen öppnades för trafik 1846 av North British Railway och ersatte Portobello järnvägsstation (E&DR) som låg på Edinburgh and Dalkeith Railway.

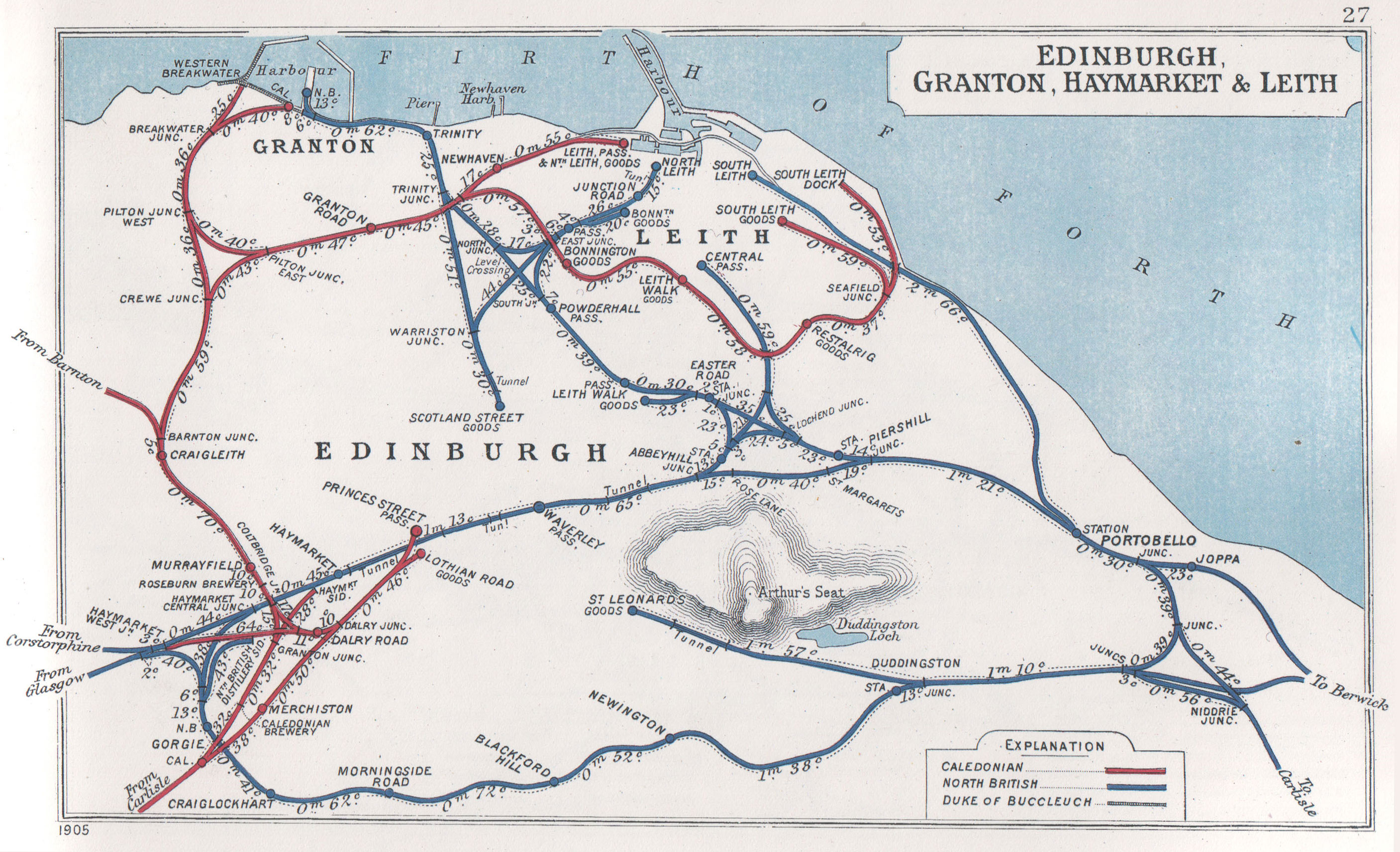
Järnvägsnätet i Edinburgh 1905.

## Historia
Stationen byggdes om 1887–1890.
De flesta tåg som gick österut från Edinburgh Waverley stannade på Portobello. Från en separat perrong gick det att åka till South Leith. När Leith centralstation stod klar 1903 började Edinburghs lokaltåg trafikera den nya stationen. Det bidrog till ett minskat resande på linjen till South Leith. 
Den 7 september 1964 stängdes stationen.